# Сант'Агостіно
Сант-Агостіно (італ. Sant'Agostino) — муніципалітет в Італії, у регіоні Емілія-Романья, провінція Феррара.
Сант-Агостіно розташований на відстані близько 340 км на північ від Рима, 35 км на північ від Болоньї, 21 км на захід від Феррари.
Населення — 6944 особи (2014).

## Демографія
Населення за роками:

Станом на 31 грудня 2014 року в муніципалітеті офіційно проживало 569 іноземців з 29 країн, серед них 112 громадян країн Євросоюзу та 41 громадянин України.

## Сусідні муніципалітети
- Бондено
- Ченто
- Галльєра
- Мірабелло
- П'єве-ді-Ченто
- Поджо-Ренатіко